# Furacão Allen
O Furacão Allen foi um furacão raro e extremamente poderoso de Cabo Verde que atingiu o Caribe, leste e norte do México e sul do Texas em agosto de 1980. A primeira tempestade nomeada e segundo ciclone tropical da temporada de furacões no oceano Atlântico de 1980, foi o quinto furacão mais intenso no Atlântico em termos de pressão barométrica, atrás apenas do furacão Rita, do Dia do Trabalho de 1935, do furacão Gilbert e do furacão Wilma. Foi um dos poucos furacões a atingir a categoria 5 status na escala de furacões de Saffir – Simpson em três ocasiões e passou mais tempo como uma categoria 5 do que todos os outros furacões do Atlântico, exceto dois. Allen é o único furacão na história registada da bacia do Atlântico a atingir ventos sustentados de 310 km/h (190 mph),  tornando-se assim o furacão mais forte do Atlântico pela velocidade do vento. Até ao furacão Patricia em 2015, esses também foram os ventos mais fortes do hemisfério ocidental.
Ao longo de sua vida, Allen passou pelos trópicos profundos em um curso de oeste para noroeste através do Oceano Atlântico tropical, Mar do Caribe e Golfo do México antes de fazer seu desembarque final perto da fronteira entre Estados Unidos e México. No pico de força, ele passou perto do Haiti, causando centenas de mortes e graves danos. Depois de cruzar o Golfo do México, Allen enfraqueceu ao atingir a costa do baixo Texas, causando ventos fortes, uma tempestade significativa e chuvas fortes, que causaram danos ao sul do Texas. No geral, Allen matou pelo menos 269 pessoas e deixou US $ 2,57 mil milhões em danos (US $ 1980), principalmente nos Estados Unidos e no Haiti. Devido ao seu impacto, o nome Allen foi retirado da lista giratória de seis anos de nomes de ciclones tropicais do Atlântico em 1981 e o nome foi substituído por Andrew. O nome Andrew foi posteriormente retirado após o Furacão Andrew, na temporada de 1992. Os remanescentes da tempestade precipitaram o fim da onda de calor de 1980 em lugares como Dallas/Fort Worth, Texas, que registou 69 dias de 38 °C de calor.

## História meteorológica
Allen foi um dos primeiros furacões do tipo Cabo Verde que se originou de uma onda tropical que já havia se movido ao largo da costa africana em 30 de julho. O sistema se desenvolveu à medida que se movia para o oeste, tornando-se uma depressão tropical em 1 de agosto.  No entanto, o Centro Nacional de Furacões não iniciou alertas sobre Allen até quase 24 horas depois, quando estava centralizado em 2,100 km a leste das ilhas Sotavento.  No início de 2 de agosto, conforme a depressão se movia em direção ao Caribe, ela se intensificou e se tornou a primeira tempestade com nome da temporada.  O National Hurricane Center observou que as condições pareciam favoráveis para uma maior intensificação. No entanto, também foi observado que um grande frio-baixo ao norte de Porto Rico estava produzindo forte cisalhamento do vento oeste, o que faria Allen possivelmente encontrar condições desfavoráveis dentro de 72 horas.  Embora um movimento mais lento para a frente fosse antecipado,  Allen permaneceu geralmente no mesmo ritmo para o oeste, entre 27–37 km/h (17–23 mph).  Em 3 de agosto, o Centro Nacional de Furacões retirou as previsões de condições menos favoráveis do frio-baixo ao norte de Porto Rico, uma vez que o sistema climático estava enfraquecendo e avançando para o oeste.
| Furacões mais intensos no Atlântico | Furacões mais intensos no Atlântico | Furacões mais intensos no Atlântico | Furacões mais intensos no Atlântico | Furacões mais intensos no Atlântico | Furacões mais intensos no Atlântico |
| Posição                             | Furacão                             | Temporada                           | pressão                             | pressão                             |                                     |
| Posição                             | Furacão                             | Temporada                           | hPa                                 | inHg                                |                                     |
| ----------------------------------- | ----------------------------------- | ----------------------------------- | ----------------------------------- | ----------------------------------- | ----------------------------------- |
| 1                                   | Wilma                               | 2005                                | 882                                 | 26.05                               |                                     |
| 2                                   | Gilbert                             | 1988                                | 888                                 | 26.23                               |                                     |
| 3                                   | "Dia do Trabalho"                   | 1935                                | 892                                 | 26.34                               |                                     |
| 4                                   | Rita                                | 2005                                | 895                                 | 26.43                               |                                     |
| 5                                   | Milton                              | 2024                                | 897                                 | 26.49                               |                                     |
| 6                                   | Allen                               | 1980                                | 899                                 | 26.55                               |                                     |
| 7                                   | Camille                             | 1969                                | 900                                 | 26.58                               |                                     |
| 8                                   | Katrina                             | 2005                                | 902                                 | 26.64                               |                                     |
| 9                                   | Mitch                               | 1998                                | 905                                 | 26.73                               |                                     |
| 9                                   | Dean                                | 2007                                | 905                                 | 26.73                               |                                     |
| Fonte: HURDAT                       |                                     |                                     |                                     |                                     |                                     |

Às 16:00 UTC de 3 de agosto, o National Hurricane Center atualizou Allen para o status de furacão, enquanto um avião da Força Aérea registava ventos de 160 km/h (100 mph).  Porém, na pós-análise, descobriu-se que Allen era um furacão desde 0000 UTC em 3 de agosto. Logo após a atualização, Allen começou um período de rápido aprofundamento e se intensificou em um grande furacão às 0000 UTC de 4 de agosto, enquanto aproximadamente 38 mi (61 km) noroeste de Bridgetown, Barbados. Seis horas depois, Allen passou apenas 8 mi (13 km) ao sul de St. Lucia às 0600 UTC.  Embora o National Hurricane Center tenha observado que as condições favoreciam o fortalecimento lento,  Allen continuou a se intensificar rapidamente e tornou-se um furacão de categoria 4 apenas duas horas após esse aviso.  Mais tarde, em 4 de agosto, o National Hurricane Center observou uma pressão barométrica de 946 mbar (946 hPa; 27.9 inHg) , e que não cairia significativamente em 24 horas.  Pouco antes de 0000 UTC em 5 de agosto, a pressão mínima caiu para 924 mbar (924 hPa; 27.3 inHg), que foi considerado equivalente ao Furacão David na temporada anterior.
Em 5 de agosto, Allen se intensificou em uma furacão categoria 5 enquanto ao sul de Porto Rico. Isso fez de Allen o primeiro furacão de categoria 5 no Atlântico já registado,  mas foi posteriormente superado pelo Furacão Emily, que atingiu essa intensidade em 16 de julho de 2005. Durante este tempo, Allen atingiu uma pressão central de 911 mbar (911 hPa; 26.9 inHg), que foi a pressão mais baixa registada no mar do Caribe oriental até o furacão Maria de 2017, que atingiu o pico de 908 mbar (908 hPa; 26.8 inHg). Assim, a pressão barométrica caiu em 35 mbar (35 hPa; 1.0 inHg) menos de 10 horas depois que o National Hurricane Center declarou que a pressão não diminuiria significativamente em 24 horas.
O olho passou entre São Domingos e Jamaica como uma furacão categoria 4. Depois que os atritos com as montanhas do Haiti e da Jamaica enfraqueceram, Allen voltou à furacão categoria 5, mantendo essa intensidade por mais de um dia. Em seguida, passou pelas ilhas Cayman Brac e Pequena Cayman, causando danos moderados em Cayman Brac com ventos próximos a 135 mph. A tempestade então se moveu entre Cuba e a Península de Iucatã, atingindo seu pico de intensidade de 310 km/h (190 mph) e uma pressão mínima de 899 mbar (899 hPa; 26.5 inHg) ao cruzar o Canal de Iucatã. Durante a jornada de Allen pelo Mar do Caribe e Golfo do México, seu centro de circulação nunca cruzou a terra, apesar de sua passagem por várias ilhas dentro e ao redor do mar do Caribe.
Allen novamente enfraquecido para uma categoria 4 tempestade devido ao atrito com o México e um ciclo de reposicão da parede do olho, mas reforçado em uma furacão categoria 5 pela terceira vez ao percorrer as águas abertas do Golfo do México, mantendo esta intensidade por quase um dia inteiro e com queda de pressão para 909 mbar (909 hPa; 26.8 inHg), a pressão mais baixa já registada no oeste do Golfo do México. No dia anterior ao landfall, uma massa de ar seco no oeste do Golfo do México fez com que a tempestade enfraquecesse substancialmente. Allen atingiu o continente em 10 de agosto por volta do meio-dia, horário local, na Ilha de South Padre, perto de Port Isabel, Texas como uma categoria 3 tempestades com ventos máximos sustentados de 185 km/h (115 mph) e uma pressão de 945 mbar (945 hPa; 27.9 inHg). O desembarque no continente foi ao longo da costa escassamente povoada do Texas, em algum lugar entre Laguna Vista e Port Mansfield. Tornou-se extratropical em 11 de agosto.

## Preparações

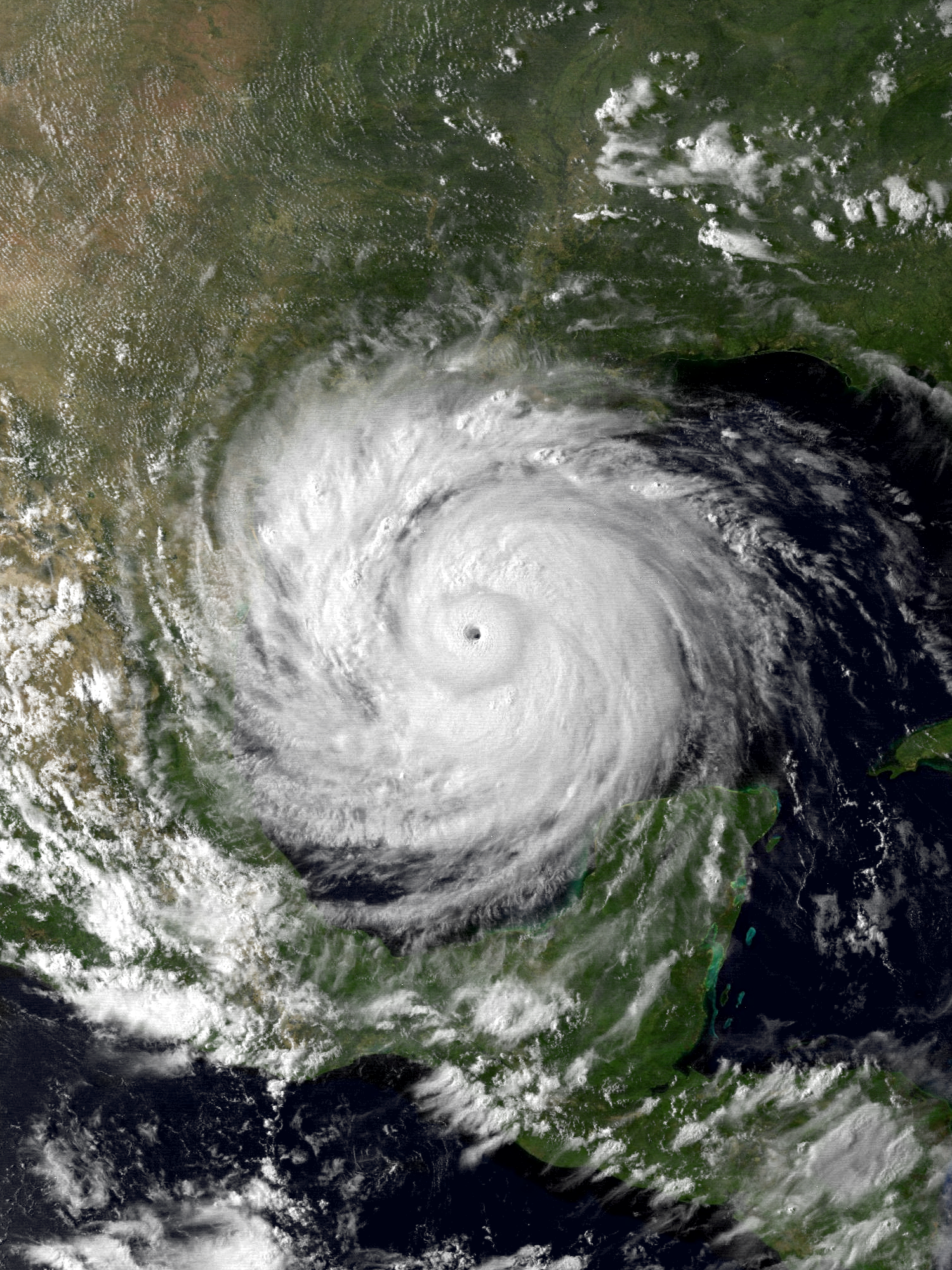
Furacão Allen no Golfo do México em 8 de agosto de 1980

Quando Allen se aproximou do Mar do Caribe, avisos de vendaval e um alerta de furacão foram emitidos para as ilhas de Barbados, Santa Lúcia, São Vicente, Dominica, Granada, Martinica e Guadalupe durante o dia 3 de agosto. Os avisos de vendaval estavam em vigor para Antigua a partir de 11 da manhã de 3 a 11 de agosto manhã em 4 de agosto. Avisos de furacão foram feitos em Barbados, São Vicente, Santa Lúcia, Martinica e Dominica do início da tarde de 3 de agosto até o final da manhã de 4 de agosto. Enquanto Allen se movia para o mar do Caribe, relógios de furacão foram emitidos para seções do sudeste da República Dominicana e da península do sudoeste do Haiti a partir de 11 da manhã do dia 4 de agosto até a manhã do dia 5 de agosto. Os alertas de vendaval estavam então em vigor para o sul da República Dominicana da noite de 4 de agosto até a noite de 5 de agosto, enquanto o sul do Haiti manteve os avisos da noite de 4 de agosto até a manhã de 5 de agosto. O alerta de furacão foi emitido para a Jamaica durante as horas da manhã de 5 de agosto, enquanto os alertas de furacão foram levantados para o sudoeste da península do Haiti do final da manhã de 5 de agosto até a manhã de 6 de agosto.  Os alertas de furacão entraram em vigor na Jamaica a partir do meio-dia de 5 de agosto até o final da tarde de 6 de agosto. As Ilhas Cayman viram relógios de furacão emitidos da tarde de 5 de agosto até a manhã de 6 de agosto, antes que os relógios fossem atualizados para avisos de furacão da manhã até o final da tarde de 6 de agosto.
Quando Allen se aproximou do Golfo do México, avisos de furacão foram levantados no nordeste da península de Iucatã, no México, da tarde de 6 de agosto até a manhã de 8 de agosto. Os avisos de vendaval estavam em vigor para Florida Keys da noite de 6 de agosto até o início da manhã de 8 de agosto. À medida que Allen se aproximava de seu desembarque final, a costa nordeste do México e a costa do Texas foram colocadas sob vigilância de furacão desde a manhã de 8 de agosto até a manhã de 9 de agosto para o México e à tarde de 9 de agosto para o Texas. Os alertas de furacão foram publicados na costa do Texas durante a tarde de 8 de agosto e foram baixados ao norte de Freeport, Texas, durante a tarde de 9 de agosto e ao sul de Freeport, durante a tarde de 10 de agosto. Avisos de vendaval e um alerta de furacão foram emitidos para a costa da Luisiana de Vermilion Bay para o oeste da tarde de 8 de agosto até a tarde de 9 de agosto. Os alertas de furacão estavam em vigor no nordeste do México desde o início da tarde de 9 de agosto até o final da tarde de 10 de agosto. Os avisos de furacão foram rebaixados para avisos de vendaval entre High Island, Texas e Freeport, Texas, entre o final da tarde de 9 de agosto e o final da tarde de 10 de agosto. Os relógios de furacão foram suspensos para a costa da Louisiana durante o final da tarde de 9 de agosto. Os avisos de furacão foram rebaixados para avisos de vendaval para a costa do baixo Texas, ao sul de Freeport, do final da tarde de 10 de agosto até o início da manhã de 11 de agosto.

## Impacto
| País                        | Mortos | Danos           | Fontes        |
| --------------------------- | ------ | --------------- | ------------- |
| Barbados                    | None   | 6 000 000 $     | [ 13 ]        |
| Ilhas Cayman                | None   |                 | [ 14 ]        |
| Cuba                        | 3      |                 | [ 15 ]        |
| República Dominicanac       | 7      | 47 000 000 $    | [ 15 ]        |
| Grenada                     | Nenhum | 5 300 000 $     | [ 15 ]        |
| Guadeloupe                  | 1      | Desconhecido    | [ 14 ]        |
| Haiti                       | 220    | 400 000 000 $   | [ 13 ] [ 16 ] |
| Jamaica                     | 8      | 100 000 000 $   | [ 13 ]        |
| Martinica                   | None   | 68 000 000 $    | [ 15 ]        |
| México                      | Nenhum | Nenhum          | [ 16 ]        |
| St. Lucia                   | 6      | 235 000 000 $   | [ 13 ]        |
| St Vincente e as Grenadinas | None   | 16 300 000 $    | [ 15 ]        |
| Estados Unidos              | 6      | 630 000 000     | [ 16 ] [ 17 ] |
| Offshore                    | 17     | 60 000 000 $    | [ 16 ]        |
| Total                       | 269    | 1 567 600 000 $ |               |

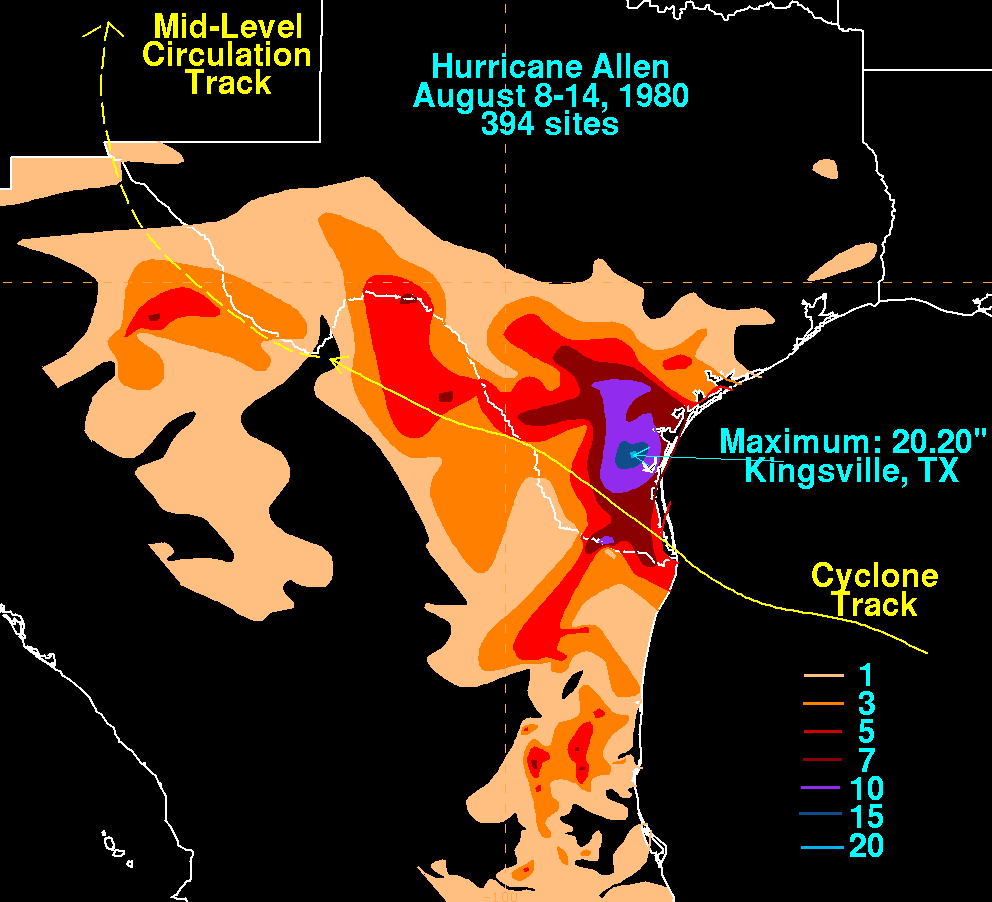
Chuvas do furacão Allen no Texas e no México

Allen causou pouco mais de $ 1 bilhões ( US $ 1980) em danos e matou pelo menos 269 pessoas ao longo de seu curso (incluindo mortes indiretas).

### Ilhas do Caribe

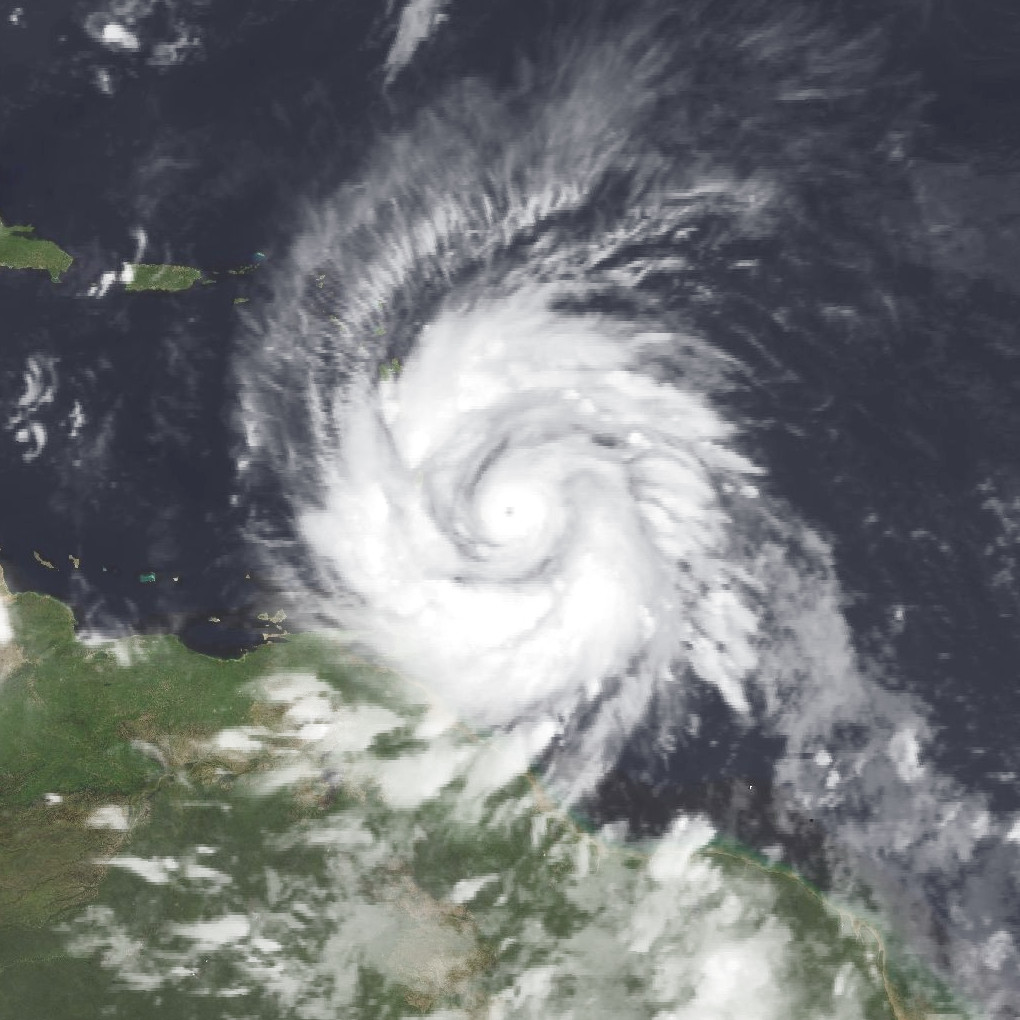
Allen passando pelas Ilhas de Barlavento como um forte furacão de categoria 3 em 4 de agosto

Em Barbados, os danos preliminares foram estimados em US $ 1,5 milhões ( US $ 1980). Cerca de 500 casas foram danificadas ou destruídas. Nenhuma morte foi relatada. Santa Lúcia sofreu danos catastróficos da categoria forte 3 furacões. Ventos sustentados de 90 kn (170 km/h) e uma pressão ao nível do mar tão baixa quanto 967 mbar (967 hPa; 28.6 inHg) foram notificados em Hewanorra.  Dezoito pessoas perderam a vida como resultado da passagem da tempestade. Uma morte em Guadalupe foi atribuída a Allen.  Na Martinica, os danos foram extensos quando a tempestade passou por 80 km ao sul da ilha. Ondas de 6 metros de altura atingiram a costa da ilha durante a tempestade.
No Caribe central, Cayman Brac foi atingida por ventos superiores a 185 km/h (115 mph) que causou consideráveis danos materiais. Um recife de coral em Discovery Bay, Jamaica, foi devastado pela ação das ondas da tempestade.  Na costa da Jamaica, um grande número de damiselas menores foi arrastada na esteira de Allen.  Oito mortes na Jamaica foram atribuídas a Allen. Os danos foram muito significativos ao longo da costa nordeste, onde o furacão aproximou-se mais da ilha e criou uma onda de tempestade de 12 metros. Três mortes foram atribuídas a Allen em Cuba.
Danos extensos ocorreram no Haiti devido a ventos fortes e inundações repentinas. Os custos totais para aquele país foram estimados em mais de $ 400 milhões (1980 USD ). Aproximadamente 60% da safra de café do país foi destruída. Ao todo, 220 pessoas foram mortas e 835.000 ficaram desabrigadas. Em Port-au-Prince, 41 mortes foram causadas por telhados de zinco que voaram e cerca de 1.200 ficaram desabrigados por causa das enchentes.  Outras 140 pessoas morreram nas enchentes.

### México

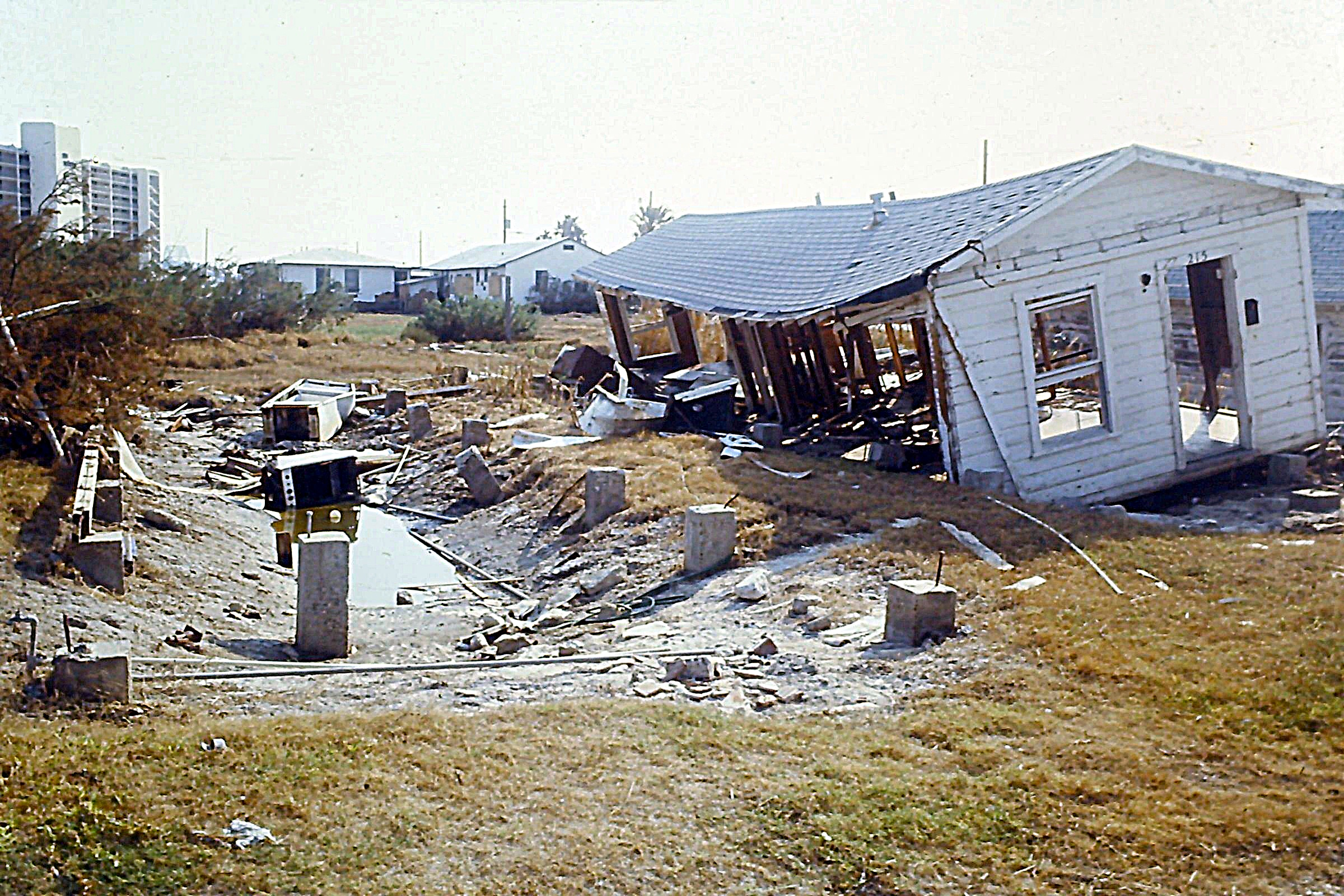
Edifício destruído e derrubado, Corpus Christi, Texas

Áreas do nordeste do México viram fortes chuvas com a passagem de Allen, com os maiores totais excedendo 180 mm (7 in).  O furacão atingiu anteriormente a Península de Iucatã. Como Allen afetou apenas regiões pouco povoadas do México, não houve relatos de danos significativos.

### Estados Unidos

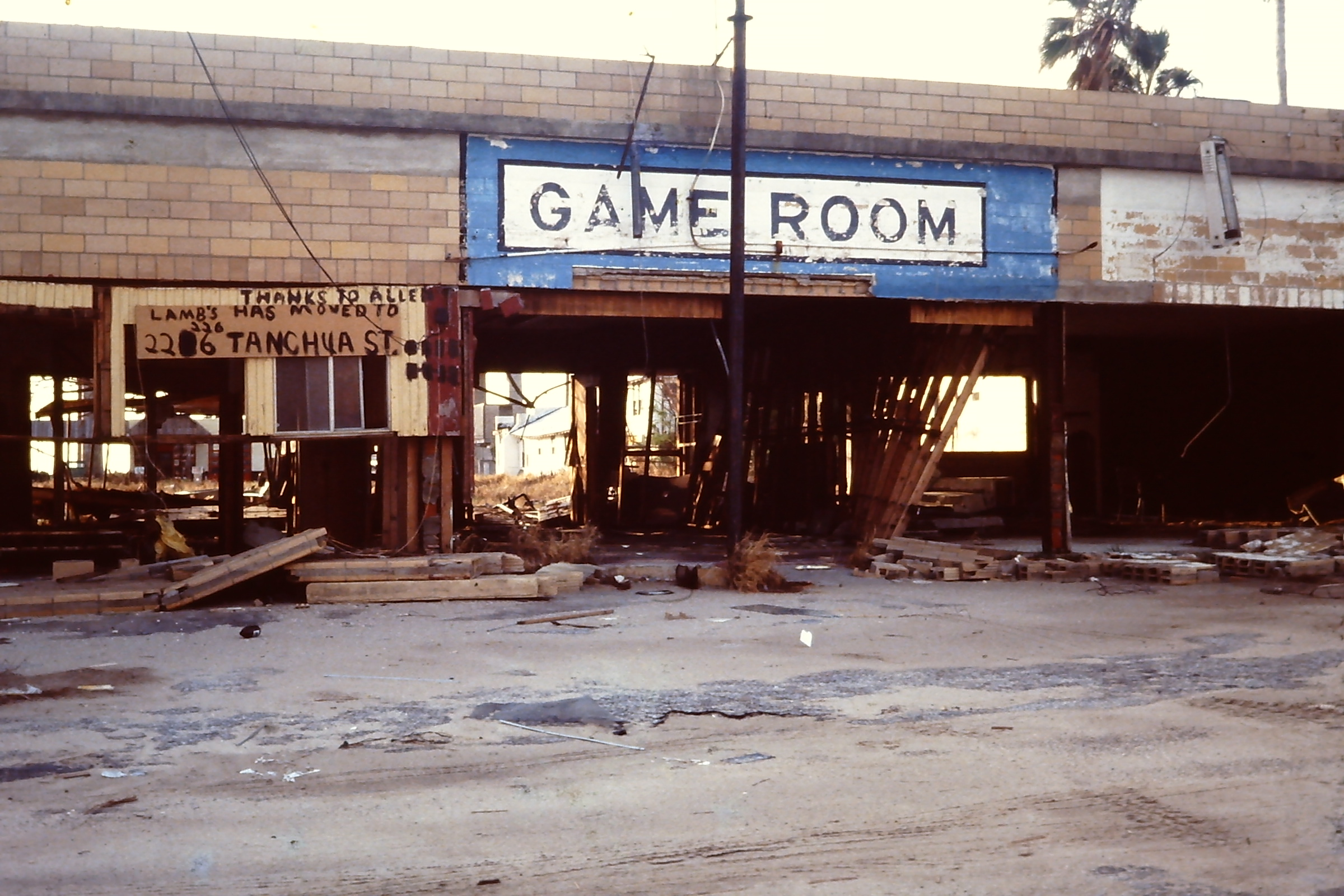
Tempestade destruiu edifício em Corpus Christi

No Texas, a onda de tempestade foi relatada em até 3.7 m (12 ft) em Port Mansfield, embora possa ter sido maior em outras partes da costa do Texas. Uma rajada de vento de pico de 208 km/h (129 mph) também foi medido em Port Mansfield. A força da tempestade tropical ventos em Corpus Christi, Texas soprou cascalho do telhado pela cidade, o que levou à quebra substancial do vidro do Edifício do Banco Garantido de 18 andares e uma ala de 12 andares do hospital Spohn.  A tempestade causou sete mortes no Texas e 17 na Louisiana (a maioria resultante da queda de um helicóptero que evacuava trabalhadores de uma plataforma offshore). Allen gerou vários tornados no Texas. Um tornado causou $ 100 milhões em danos quando atingiu Austin, Texas, tornando-se o tornado mais caro gerado por um ciclone tropical na história. No geral, no entanto, a tempestade causou danos limitados nos Estados Unidos devido à diminuição repentina de sua potência e porque suas marés e ventos mais altos atingiram uma parte escassamente povoada da costa do Texas.

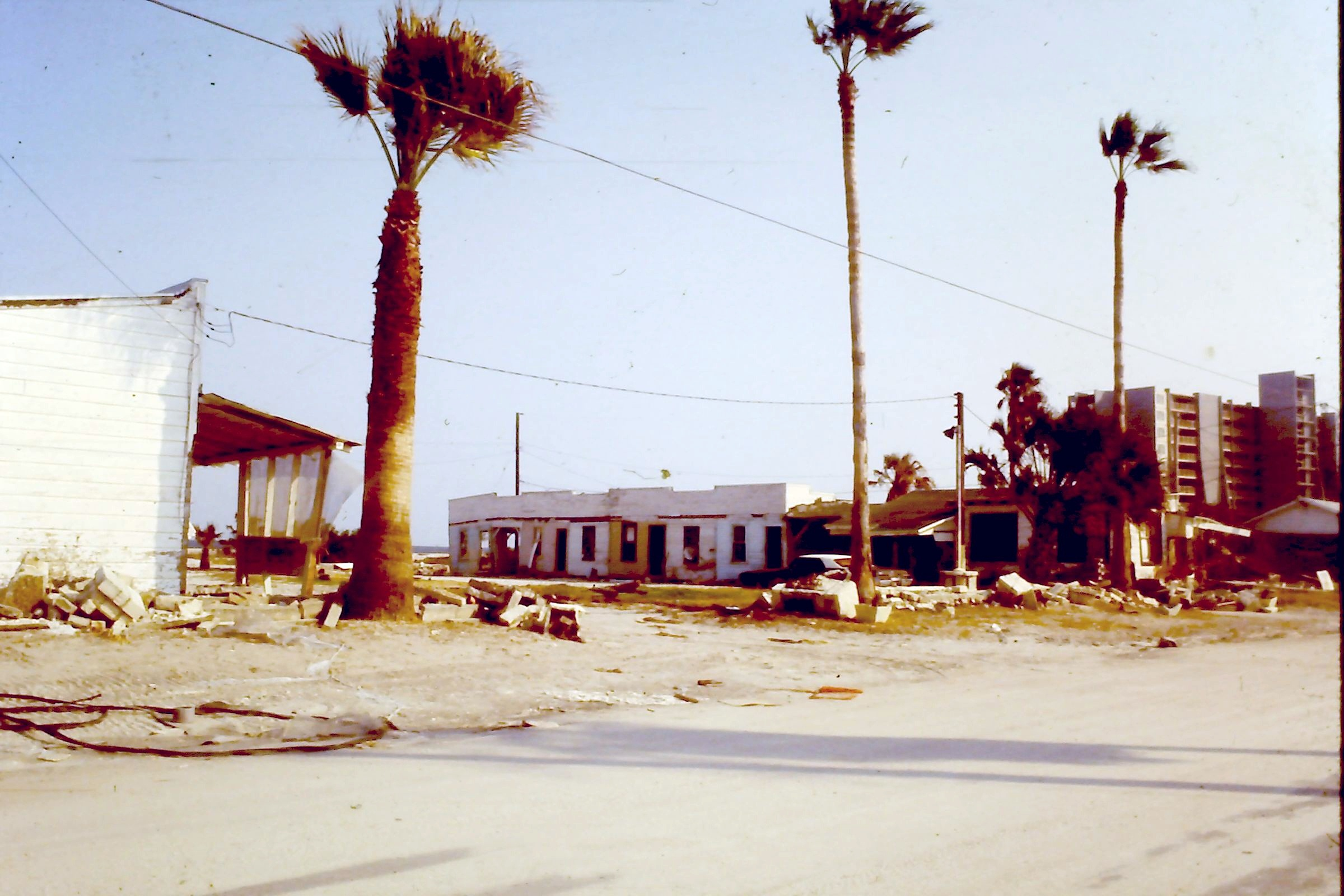
Ruínas de Corpus Christi TX após o furacão Allen

Allen despejou 250 mm (10 in) a 510 mm (20 in) de chuva no sul do Texas, encerrando uma seca de verão durante a onda de calor de 1980.

## Retirada do nome e recordes

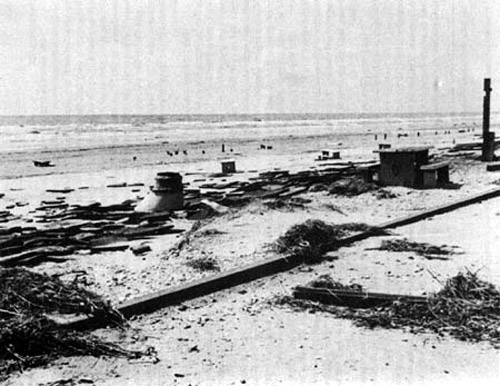
Detritos do furacão Allen

Por causa da destruição e do número de mortes extremas, o nome Allen foi retirado da lista de tempestades tropicais do Atlântico pela Organização Meteorológica Mundial na primavera de 1981, e não será usado para um futuro furacão no Atlântico.  Foi substituído por Andrew (que seria aposentado após a temporada de 1992) na temporada de 1986.
Quando Allen atingiu a categoria 5 intensidade em 5 de agosto, tornou-se a primeira categoria 5 tempestades já registadas. Esse recorde permaneceu até que o furacão Emily o ultrapassou em 16 de julho de 2005. Allen é um dos três furacões do Atlântico a atingir a categoria 5 na escala do furacão Saffir-Simpson em três ocasiões, sendo as outras o furacão Ivan e o furacão Isabel. Allen também produziu a quinta menor pressão mínima já registada na bacia do Atlântico, 899 mbar ( hPa ) e foi o furacão mais forte conhecido na bacia, em termos de pressão, desde 1935. Até então, foi o segundo furacão mais forte por pressão na Bacia do Atlântico, mas desde então foi empurrado para o quinto e nenhum furacão atingiu 310 km/h (190 mph) ventos nesta bacia desde então.  Continua a ser a tempestade mais intensa de todos os tempos em agosto. Allen gastou quase 3 dias como uma categoria 5 tempestade, inicialmente o trecho mais longo de qualquer furacão anterior no Atlântico já registado. No entanto, uma reanálise do furacão de Cuba de 1932 mostrou que ele passou 3 horas a mais na categoria 5 intensidade do que Allen, e o Furacão Irma em 2017 também passou um pouco mais de tempo como uma furacão categoria 5 do que Allen. Cinco tufões passaram mais tempo como tempestades de categoria 5, incluindo mais recentemente Karen e Nancy no início dos anos 1960.

## Leitura posterior
- Marks, Frank D. (1985). «Evolution of the Structure of Precipitation in Hurricane Allen (1980)». Monthly Weather Review. 113 (6): 909–930. Bibcode:1985MWRv..113..909M. doi:10.1175/1520-0493(1985)113<0909:EOTSOP>2.0.CO;2